# شبکه بیت‌کوین
شبکه بیتکوین شبکه‌ای همتابه‌همتا است که طبق پروتکلی رمزی عمل می‌کند. کاربران و بیتکوین‌ها (واحدهای ارز) پیام‌های امضا شده دیجیتالی را با استفاده از نرم‌افزار کیف پول بیتکوین پخش عمومی می‌کنند. تراکنش‌ها در یک پایگاه داده توزیع شده و تکثیر شده ثبت می‌گردند که زنجیره بلوکی نام دارد و از طریق سامانه اثبات عملی که معدن کاوی نامیده می‌شود در مورد مقادیر پایگاه داده توزیع شده تفاهم به وجود می‌آید. پروتکل در سال ۲۰۰۸ طراحی شد و در سال ۲۰۰۹ به عنوان یک نرم‌افزار متن باز توسط ساتوشی ناکاموتو منتشر شد.
شبکه برای اشتراک تراکنش‌ها به ساختاری حداقلی نیاز دارد. پیام‌ها طبق بهترین تلاش پخش عمومی می‌شوند و گره‌ها می‌توانند به اختیار خود شبکه را رها کرده و دوباره به آن ملحق گردند. در لحظه باز اتصال گره بلوک‌های جدید را از دیگر گره‌ها بارگیری می‌کند تا نسخه خودش از زنجیره بلوکی را کامل کند. 
شبکه برای به اشتراک گذاری تراکنش‌ها به یک ساختار حداقلی نیاز دارد. برای این منظور یک شبکه غیرمتمرکز از داوطلبان می‌تواند کافی باشد که به آنها گره‌های شبکه می‌گویند. این گره‌ها (به انگلیسی: Node)می‌توانند هر زمان که خواستند از شبکه جدا شوند و در صورت تمایل به بازگشت به شبکه باید بلوک‌های جدیدی که در زمان غیبت آنها تشکیل شده از سایر گره‌ها دریافت کنند و آن را به صورت لوکال در سیستم خود ذخیره کنند. این کار به منظور هماهنگی و آپدیت بودن همه گره‌ها ضروری است.

## تراکنش‌ها

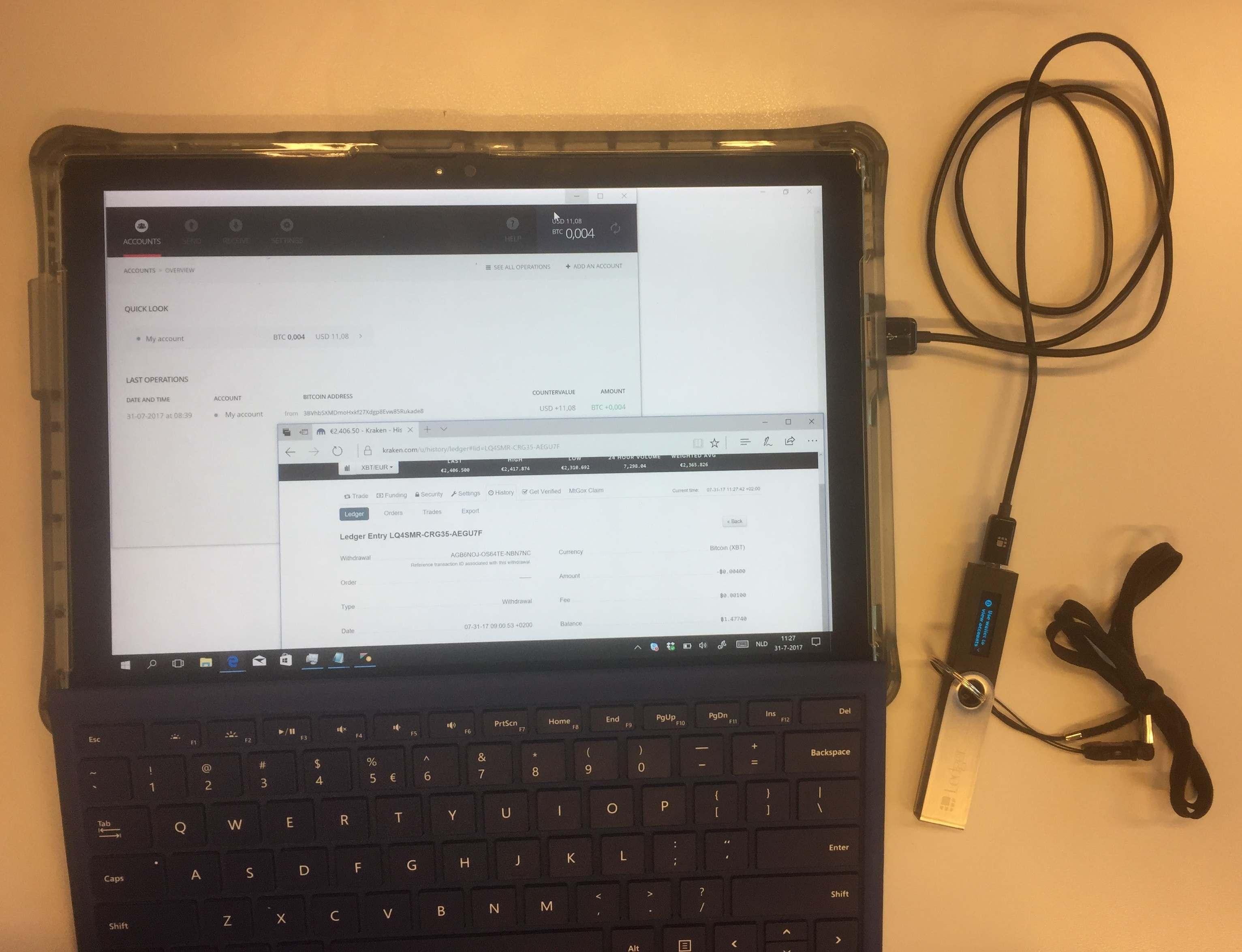
تراکنش از یک صرافی به کیف پول سخت افزاری

بیت کوین در حقیقت متشکل از توالی امضاهای دیجیتال است که از زمان ایجاد اولین بلوک زنجیره شبکه به عنوان پاداش پدیدآورنده آن ایجاد شده‌است. مالک یک بیت کوین می‌تواند با یک امضای دیجیتالی مالکیت آن را به شخص دیگری بدهد و به این صورت است که یک تراکنش بیت کوین صورت می‌گیرد. در این مرحله گیرنده می‌تواند با بررسی تمام تراکنش‌های قبلی صحت سالم بودن زنجیره و مالکیت فرستنده را اعتبار دهد. در تراکنش‌های بیت کوین برخلاف سیستم‌های سنتی، تراکنش‌ها بازگشت‌ناپذیر (به انگلیسی: irreversible) هستند و این ویژگی باعث می‌شود تا از حملاتی مانند خرج کردن دوباره (به انگلیسی: Double Spending) جلوگیری شود.
در شبکه بیت کوین این امکان وجود دارد که هر شخص ۱ بیت کوین داشته باشد اما از آنجاییکه ممکن است آن ۱ بیت کوین مجموعی از مقادیر کمتر از ۱ بیت کوین بودند که در حال حاضر به یک دارنده تعلق دارد؛ هر تراکنش شامل تراکنش‌های در دل خود می‌شود که می‌تواند ورودی‌ها و خروجی‌های زیادی داشته باشد. در حالت کلی معمولاً یک تراکنش شامل یک ورودی است که تراکنش قبلی را شامل می‌شود یا متشکل از ورودی‌های خرد و کوچک‌تری است که مجموع آنها مقدار هدف را تشکیل می‌دهد. در مقابل خروجی نیز معمولاً یک یا دو مورد است: مقداری که فرستنده قصد دارد آن را ارسال کند و مقداری اضافی که باید به حساب او بازگردد.

## ماینینگ

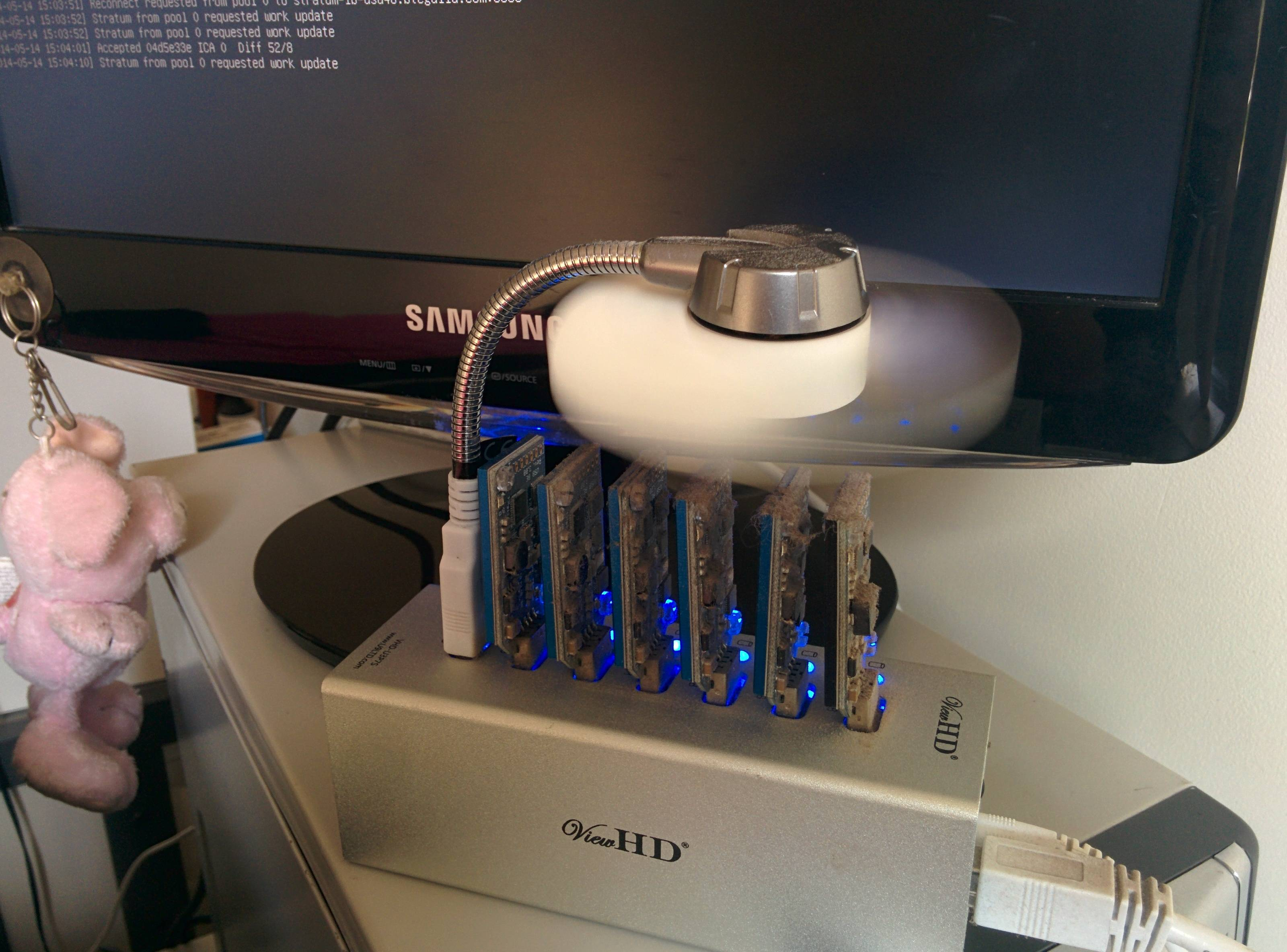
استخراج بیت کوین با USB Erupter 333 MH/s هر کدام

استخراج بیت‌کوین (به انگلیسی: Bitcoin Mining) اصطلاحاً به فرآیندی گفته می‌شود که طی آن با استفاده از سخت‌افزارهای ویژهٔ رایانه‌ای در شبکه بیتکوین، قادر به حل مسائل رمزنگاری، تأیید صحت یک تراکنش و نهایتاً ایجاد یک بلوک در زنجیره بلوکی (بلاکچِین) بیت‌کوین شد. افرادی که مجهز به این سخت‌افزارها در شبکهٔ بیت‌کوین هستند، با تأیید تراکنش و تولید بلوک، مقداری بیت‌کوین (بنا به میزان سختی شبکه در لحظه) به عنوان پاداش دریافت خواهند کرد. این میزان در سال ۲۰۱۷ میلادی ۱۲٫۵ بیت‌کوین بود.
به زبان ساده می‌توان گفت برای این که تراکنش‌های بیت کوین یا هر ارز دیگر و همین‌طور امنیت آن فرایند ماینینگ صورت پذیرد این دستگاه‌های ماینینگ امنیت ارز دیجیتال بیت کوین را تأمین می‌کنند و برای همین شبکه بیت کوین یک جایزه برای دلگرمی و تشویق صاحبان ماینینگ به آنها می‌دهد که یک مقدار بیت کوین به میزان تلاش آن ماینر خواهد بود. این فرایند تقریباً در تمام ارزها یکسان است. پیش‌بینی می‌شود در سال ۲۰۲۴ تعداد پاداش برای ماینرها نصف شود یعنی ۶/۲۵.

### تاریخچه
از زمانی که بیت‌کوین توسط پدیدآورنده آن، ساتوشی ناکاموتو، خلق شد تا به امروز دچار تغییراتی شده که در اوراق سفید ساتوشی از همان ابتدا به آن اشاره شده بود. میزان استخراج و توان استخراج‌کنندگان در شبکه به میزان سختی شبکهٔ بیت‌کوین بستگی دارد. در سال ۲۰۰۹ که نخستین بلوک‌های زنجیرهٔ بلوکی بیت‌کوین در حال شکل گرفتن بود، سختی شبکه بسیار کمتر از حال حاضر بود. این موضوع باعث می‌شد تا بتوان با سخت‌افزارهای ساده‌تر (حتی با رایانه‌های شخصی) بتوان بیت‌کوین تولید کرد. به همین دلیل نیز از سال ۲۰۰۹ تا ۲۰۱۷ چیزی حدود ۱۷ میلیون از کل ۲۱ میلیون بیت‌کوین موجود استخراج شد. اما رفته رفته با بالا رفتن سختی شبکه، سخت‌افزارهای ویژه ای با نام اسیک (ASIC) انحصاراً برای استخراج بیت‌کوین طراحی شد.

### سختی شبکه بیت کوین
سختی استخراج یا سختی شبکه بیت کوین را می‌توان به میزان سخت بودن حل یک پازل تشبیه کرد. در اینجا منظور از پازل، الگوریتم هشینگ SHA-256 است که بیت کوین از آن در اجماع اثبات کار خود استفاده می‌کند. به زبان دیگر سختی استخراج به میزان سخت و زمانبر بودن پیدا کردن هش مناسب برای هر بلاک گفته می‌شود. برای استخراج هر بلاک نیاز است که الگوریتم هش مخصوص آن حل شود. سختی حل این الگوریتم در هر زمان متفاوت است. سختی شبکه بیت کوین برای رسیدن به اهداف زیر در هر 2,016 بلاک ( تقریبا 14 روز) بر اساس سرعت استخراج بلاک‌ها تغییر می‌کند:
- وقتی تعداد ماینر‌های آنلاین افزایش می‌باید، بلاک‌ها در کمتر از 10 دقیقه تولید می‌شوند سپس الگوریتم تنظیم سختی شبکه به صورت خودکار سختی استخراج را افزایش می‌دهد.
- وقتی ماینر‌ها شبکه را ترک می‌کنند، بلاک‌های بیت کوین در بیش از 10 دقیقه استخراج می‌شوند پس سختی شبکه به صورت خودکار کاهش می‌یابد.[۷]

### دستگاه استخراج بیت‌کوین
با توجه به افزایش شدید سختی شبکه و تقاضای زیاد برای استخراج بیت‌کوین، سخت‌افزارهایی با نام اسیک (ASIC) تولید شده‌اند. اسیک مخفف واژه مدارهای مجتمع با کاربردهای خاص می‌باشد که صرفاً برای استخراج و تولید بیت کوین طراحی شده‌اند. این اسیک‌ها انواع مختلفی دارند و با توجه میزان هش پاور یا قدرت هش که تولید می‌کنند، قیمت‌های متفاوتی دارند.

### میزان مصرف انرژی استخراج بیت‌کوین
سخت‌افزارهای استخراج معمولاً برق زیادی مصرف می‌کنند و به دلیل اینکه مدام باید به شبکه بیت‌کوین متصل باشند، نباید خاموش شوند. همین موضوع باعث افزایش دمای این دستگاه‌ها می‌شود و برای جلوگیری از سوختن دستگاه حتماً باید از فن و دستگاه‌های خنک‌کننده استفاده شود؛ بنابراین مجموعه ابزار های استخراج بیت‌کوین می‌تواند انرژی زیادی را مصرف کند. این موضوع نگاه سازمان‌های محیط زیست جهانی و استفاده از انرژی پاک را به خود جلب کرده‌است.
در همین راستا تیم توسعه‌دهندهٔ بیت‌کوین و جامعهٔ فعال این ارز رمزنگاری‌شده تلاش می‌کنند تا راه‌های حل این مشکل را پیاده‌سازی کنند.

### استخراج بیت کوین با گوشی یا رایانهٔ شخصی
گوشی همراه یا رایانه شما هر چقدر هم که پیشرفته باشد، با به‌کارگیری آن برای استخراج بیت‌کوین خیلی زود خراب خواهد شد. سخت‌افزارهایی که در گوشی و رایانه شما تعبیه شده‌اند نیاز به باتری یا برق دارند و بهتر است بگوییم با انجام این کار نخستین قسمتی که نابود خواهد شد، باتری دستگاه شما است.

### هاوینگ بیت کوین
هاوینگ بیت کوین (Bitcoin Halving)، یکی از مهمترین رویدادها در پروتکل بیت کوین است.در واقع یک رویداد برنامه‌ ریزی‌ شده در پروتکل زیربنایی بیت کوین است که پاداش استخراج بلوک‌ های جدید را نصف کنید. این اتفاق که تقریباً هر چهار سال یکبار اتفاق رخ می دهد، در کد بیت کوین برنامه ریزی شده است تا از کند شدن روند ایجاد بیت کوین جدید اطمینان حاصل کند.خالق بیت کوین، معروف به ساتوشی ناکاموتو، فرآیند هاوینگ را برای کنترل تورم طراحی کرد. در واقع هاوینگ بیت کوین برای طولانی‌تر کردن فرآیند استخراج و توزیع ایجاد بیت کوین‌ های جدید در طول زمان امری ضروری است.
کنترل استخراج بیت کوین در واقع برای حفظ ارزش بیت کوین می باشد که باعث میشود بیت کوین ضد تورم باشد.